# Хокурички даждевњак
Хокурички даждевњак (лат. Hynobius takedai, енгл. Hokuriku salamander) је водоземац из реда репатих водоземаца (Caudata) и породице  Hynobiidae.

## Распрострањење
Ареал врсте је ограничен на једну државу. Јапанске префектуре Ишикава и Тојама у области Хокурику су једина позната природна станишта врсте.

## Станиште
Станишта врсте су шуме, планине и слатководна подручја.

## Угроженост
Ова врста се сматра угроженом.